# Egy zuhanás anatómiája
Az Egy zuhanás anatómiája (eredeti címén: Anatomie d’une chute) egy francia filmdráma, tárgyalótermi thriller, amelyet Justine Triet rendezett Arthur Hararival közösen írt forgatókönyvéből, Sandra Hüller főszereplésével.
A film világpremierje 2023. május 21-én volt a 76. cannes-i fesztivál hivatalos versenyprogramjában, ahol elnyerte az Arany Pálmát; ezzel Justine Triet lett a fesztivál történetében a harmadik nő, aki átvehette ezt a rangos elismerést. Ezt követően az alkotás számos díjat és jelölést kapott. 2023 decemberében hat Európai Filmdíjat nyert. 2024 januárjában ez lett az első francia film, amely elnyerte a legjobb forgatókönyvnek járó Golden Globe-díjat, emellett a legjobb idegen nyelvű film lett. Öt kategóriában jelölték Oscar-díjra, közülük a legjobb eredeti forgatókönyv kategóriában nyert. Franciaországban az alkotás 11 César-jelölésből hatot váltott díjra, továbbá elnyerte a francia producerek díját.
Magyarországon 2023. november 30-án került a filmszínházakba a Mozinet forgalmazásában.

## Rövid történet
A történet középpontjában egy írónő áll, aki társával és közös gyermekükkel az Alpokban él, és akinek férje váratlan halálakor nem csak saját és fia gyászával kell megküzdenie, de – mivel nem egyértelmű, hogy a férfi baleset, öngyilkosság vagy gyilkosság áldozata lett-e – gyermekével együtt egy rendkívül megterhelő nyomozást és bírósági tárgyalást, egyfajta élveboncolást is el kell szenvednie.

## Cselekmény
|  | Alább a cselekmény részletei következnek! |

Egy Grenoble környéki alpesi faházban Samuel Maleski olyan hangosan kezd el zenét hallgatni a padláson, hogy felesége, Sandra Voyter, egy biszexuális német regényíró, azt kéri a vele éppen interjút készítő diákjától, hogy halasszák el a beszélgetést. Nem sokkal később fiuk, a 11 éves, látássérült Daniel, amint visszatér egy hosszú sétáról, amelyet vakvezető kutyájával, Snooppal tett, felfedezi Samuel mozdulatlan testét a hóban a házuk előtt. Minden arra utal, hogy a padlás ablakából zuhant ki, és ez az esés vezetett a halálához.
Sandra régi barátját, Vincent Renzi ügyvédet kéri fel védőnek, akinek elmondja, férje véletlenül zuhanhatott le. Vincent szerint azonban a bíróság nem fogja elhinni, hogy baleset történt. Sandra ekkor elmeséli, hogy Samuel, aki – vele ellentétben – nem volt különösebben tehetséges, ezért első regényét sem tudta soha befejezni, hat hónappal korábban – miután abbahagyta az antidepresszánsok szedését – egyszer már túladagolta magát aszpirinnal. Vincent észrevesz egy zúzódást Sandra alkarján, amit ő azzal magyaráz, hogy beütötte a konyhasziget munkalapjába.
Daniel elmondja a nyomozóknak, hogy szülei békésen beszélgettek, amikor elhagyta a házat, de ellentmondásba keveredik azt illetően, hogy ekkor hol is tartózkodott pontosan. A helyszíni szemle ugyanis azt bizonyítja, hogy a hangos zene mellett egyáltalán nem hallhatta szüleit. Ez a tény, párosulva a boncolás eredményével, mely szerint Samuel szétfröccsent vérrel járó fejsérülése azelőtt történt, hogy teste a földre zuhant, valamint egy hangfelvétellel, amelyen egy Samuel és Sandra közötti csúnya veszekedés hallható a halál előtti napon, az ügyészségnek elegendő bizonyíték a nő elleni vádemeléshez.
A tárgyalás során Sandra védőcsapata azzal érvel, hogy Samuel kiesett a padlás ablakán, beütötte a fejét az alatta levő fészer szélébe, majd onnan zuhant tovább a földre. Az ügyészség szerint viszont Sandra egy tompa tárggyal megütötte, majd átlökte őt a második emeleti erkély korlátján. A bíróságon folytatott feszült szópárbaj során a nő nyíltan konfrontálódik Samuel pszichiáterével, aki ragaszkodik ahhoz, hogy Samuelben nem volt öngyilkossági szándék.
A Samuel által rögzített felvételen a férfi plágiummal és hűtlenséggel vádolja Sandrát, valamint azzal, hogy manipulálja őt, irányítja az életét, ezért nem tud rendesen alkotni. A vita egyre hevesebb lesz, végül tettlegességig fajul, de a zajokból nem derül ki, hogy ki kit üt meg. Az ügyész úgy értelmezi a hallottakat, hogy az egész agresszió Sandrától ered. A nő viszont fenntartja azt az állítását, hogy egy poharat vágott a falhoz, majd bevallja, hogy igen, megpofozta Samuelt, s hogy a karjain keletkezett zúzódásokról korábban hazudott, mivel azok ekkor keletkeztek. A többi erőszakra utaló hang viszont abból származott, hogy Samuel dühöngve ütötte saját magát (erre már korábban is volt példa), s többször beleöklözött a falba, amelynek nyomai láthatók.
Miután Sandra elismerte, hogy Samuel halála előtt viszonya volt egy nővel, az ügyész azzal érvel, hogy Samuel hangos zenehallgatása nem más volt, mint a féltékenység megnyilvánulása, amelyet a Sandra és az interjút készítő fiatal nő közötti flörtölés váltott ki. Ez vezetett később vitához, fizikai erőszakhoz, végül a vád szerinti gyilkossághoz. Az ügyész emlékeztet arra, hogy Sandra hajlamos átültetni személyes konfliktusait regényeibe, és kifejti, ezért lehetséges, hogy a nő legújabb könyvében az egyik mellékszereplő gondolatban foglalkozik egy gyilkosság ötletével. Az ő tolmácsolásában ez a férj megölésére utalhat. Sandra visszautasítja, hogy a szereplő szavai az ő saját hajlamait, gondolatait tükröznék.
Kiderül, Samuel több felvételt is készített készülő könyvének anyagához. Sandra állítja, hogy ezek a hangfelvételek semmiképpen sem tükrözik házasságuk természetét. Viszont, így más fényben látja veszekedéseiket, amelyeket éppen a vita kedvéért Samuel provokált ki.
Az események miatt a tárgyaláson jelen lévő, feldúlt Daniel ragaszkodik ahhoz, hogy a következő hétfőn a záróbeszédek előtt őt is meghallgassa a bíróság tanúként. A bíró beleegyezik, ám szigorú szabályokat rendel el, nehogy befolyásolja valaki a gyerek vallomását. Kirendeli Marge bírósági felügyelőt a fiú mellé, és megköveteli, hogy Sandra nyelvi nehézségei ellenére minden beszélgetés franciául folyjon a házban.
Hazaérve Daniel megkéri anyját, hogy hagyja el a házat a hétvégére, és csak Marge vigyázzon rá és kutyájára, Snoopra. Miután hallotta Sandra vallomását Samuel aszpirin-túladagolásáról, Danielnek eszébe jut, hogy Snoop akkoriban megbetegedett, és most arra gyanakszik, hogy Snoop megehette apja hányását. Szándékosan aszpirint etet Snooppal, ami ugyanazt a hatást váltotta ki; márpedig ez Sandra vallomását erősíti.
Daniel megosztja aggodalmait Marge-zsal megkérdezve, hogyan lehet eldönteni, mi igaz? A nő azt válaszolja, hogy néha, amikor nem tudjuk, mi is igaz, egyszerűen arról kell döntenünk, hogy számunkra mi az igaz. A bíróság előtt Daniel azt mondja, ha anyja követte el a dolgot, akkor nem érti, de ha az apja tette, akkor igen. Elmeséli, hogy amikor Samuellel állatorvoshoz vitték Snoopot, az apja arról beszélt neki, hogy fel kell készülnie arra, hogy egy napon holtan látja azokat, akiket szeret, és hogy a saját életét akkor is folytatnia kell. Daniel ezt most Sámuel öngyilkos gondolataiként értelmezi.
Daniel vallomása után Sandrát felmentik. Amikor a nő hazatér, Daniel bevallja neki, hogy félt a visszatérésétől, amire az anyja azt válaszolja, hogy ő is, majd melegen összeölelkeznek. Miközben Sandra lefekvéshez készülődik, tekintete elidőzik egy fotón, amelyen ő és férje látható, majd elalszik a mellé telepedő kutyával együtt.
|  | Itt a vége a cselekmény részletezésének! |

## Szereplők
- Sandra Hüller – Sandra Voyter (Kiss Eszter)
- Swann Arlaud – Vincent Renzi, Sandra ügyvédje és volt szeretője (Fekete Ernő)
- Milo Machado Graner – Daniel Maleski, Sandra és Samuel fia
- Antoine Reinartz – ügyész
- Samuel Theis – Samuel Maleski (Csík Csaba Krisztián)
- Jehnny Beth – Marge Berger, Daniel kísérője
- Saadia Bentaïeb: Nour Boudaoud, Sandra másik ügyvédje
- Camille Rutherford – Zoé Solidor, diáklány
- Anne Rotger – a bíróság elnöke
- Sophie Fillières – Monica
- Messi – Snoop, Daniel vakvezető kutyája
- Nesrine Slaoui – a BFM TV riportere
- Antoine Buéno – Balard, szakértő
- Wajdi Mouawad – Jammal, pszichiáter
- Sacha Wolff – a nyomozás vezetője
- Kareen Guiock – tévébemondó
- Arthur Harari – irodalomkritikus

## A film

### Alapötlete, fejlesztése

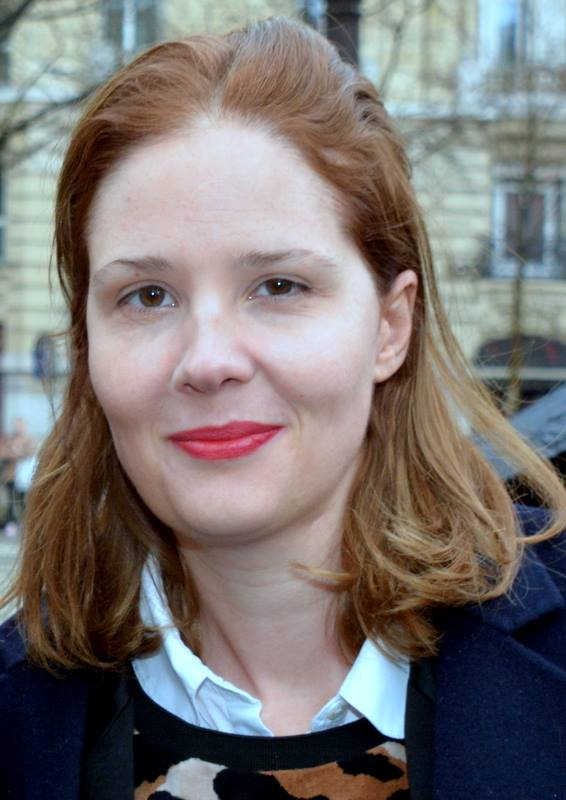
Justine Triet, rendező-forgatókönyvíró

Justine Triet, aki a Covid19-pandémia idején élettársával, Arthur Hararival együtt írta a forgatókönyvet, elmondta, hogy a történetet egyfajta kirakós játékként, modulokból rakták össze, amelybe „a néző az első jelenettől kezdve belekerül, és amelynek jelentését csak később érti meg”. Hagymahéjszerűen építkezik: rétegről rétegre haladva lesznek egyre érthetőbbek a történések. A szerzők alapelképzelése szerint a film a hiányon alapszik. A tárgyalás során kibontakozó szavak töltik meg vagy írják körül, és minél jobban haladunk előre, annál többet tudunk meg Sandráról, a szexualitásáról, a férjével való kapcsolatáról, és minél inkább bonyolódik a történet, annál több kétség támad a nézőben. Triet a France Culture rádiónak adott interjújában kifejti, hogy ő és szerzőtársa külön szobában dolgoztak a lakásukban, és e-mailben küldözgették egymásnak a verziókat. Hozzátette: a tárgyalás csúcspontját képező vitajelenetet több mint hetvenszer írták át.
A film alapötletét illetően Justine Triet elmondta, hogy „nagyon megfogta őt az Amanda Knox-ügy”, és hogy „a jogi kérdés minden részletével foglalkozni akart”. Amanda Knox amerikai író, újságíró és aktivista, aki közel négy évet töltött börtönben Olaszországban, miután 2007-ben elítélték Meredith Kercher, egy nyelvi csereprogram keretében ott tanuló diáktársnője meggyilkolásáért, akivel megosztotta a lakását. 2015-ben az olasz Legfelsőbb Semmítőszék véglegesen felmentette Knoxot megállapítva, hogy a gyilkosság nyomozása „jelentős mértékben félrecsúszott”. Ez idő alatt – mivel támogatnia kellett a nőt –, családja súlyos adósságokat halmozott fel, s fizetésképtelenné vált. Amanda Knox emlékiratainak eladásából származó bevételt az olasz ügyvédek költségeinek kifizetésére kellett fordítaniuk.
Triet azt nyilatkozta, hogy az Egy ágyban Victoriával című 2016-os vígjátéka óta erős vágyat érzett egy újabb tárgyalótermi film készítésére. A Paris Match-nak adott interjújában kifejtette: „Nagyon szerettem volna jogi kérdéssel foglalkozni, annak minden részletében, hogy elmélyülhessek a kapcsolatok és az együttélés kérdéseiben. Ez egyben ürügy volt életük minden aspektusának boncolgatására.” Egy filmkedvelő ügyvéd barátja segítségével ismerte meg és lett értője az ártatlanság vélelmét előtérbe helyező „szabadságjogok és fogva tartás bírája" francia jogintézményének. A tárgyalás technikai pontossága, valamint a tárgyalás megtervezése érdekében egy ismert büntetőjogászt kért fel.
A rendezőnő a Le Pacte forgalmazó cégnek adott interjújában arról beszélt, hogy azért akart filmet készíteni a párkapcsolati kudarcról, mert így párhuzamot vonhat Samuel film eleji végzetes zuhanása és egy házaspár elbukása között. Szinte rögeszmésen foglalkoztatta a filmbeli zuhanás témája, amit elsősorban a Mad Men – Reklámőrültek című amerikai televíziós sorozat főcíme inspirált, amelyben a főhős, Donald "Don" Draper sziluettje „mindvégig zuhan”.
A film forgatókönyvét eleve Sandra Hüller német színésznőre szabták, aki már szerepelt Justine Triet előző filmjében, a Sybilben. Az ő jelenlétének köszönhetően forgatták a film egy részét angolul, főleg a tárgyalási jelenetek során. Amikor ráosztotta a német írónő szerepét, aki a vád szerint meggyilkolta francia férjét Franciaországban, Triet elmondta a színésznőnek, hogy a nyelvnek kiemelt szerepe lesz a filmben. Hüller franciául akart beszélni, de Triet elvetette az ötletet. Szerinte „az a tény, hogy ő német anyanyelvű, aki angolul beszél, de próbálkozik a franciával is, sok maszkot képez, homályossá teszi a kimenetelt, ami még több zavart kelt akörül, hogy ki is ő”. A forgatáson Hüller többször is megkérdezte a rendezőt, hogy milyenre vegye a figurát; karaktere bűnös-e vagy sem, ám ő – éppen a kétértelműség fenntartása végett – nem volt hajlandó válaszolni. Ez a bizonytalanság tükröződik Hüller arcjátékán.
A filmhez két szólózongorára írt darabot használtak fel, melyeket a fiatal fiú játszik: Isaac Albéniz Asturias című zeneművét, valamint Frédéric Chopin 4. prelűdjét. Mindkét mű nagyon karakteres, erősen szembefeszülnek egymással. Összességében viszont mindkettő szemben áll a német Bacao Rhythm & Steel Band stíldobjainak hangzásával, amely a neves rapper, 50 Cent dalát kíséri, és amelyet az apa hallgat bántóan nagy hangerővel.

## Fogadtatása

### Kritikai fogadtatás
A „hitchcocki tárgyalótermi thrillernek” minősített, a bűnügyi dokumentumfilmek hírei által ihletett film kedvező fogadtatásban részesült. A 2023. május 19-i cannes-i vetítést követően a Screen International magazin által összeállított értékelési panel legjobb pontszámát kapta, holtversenyben Todd Haynes May December című romantikus drámájával.
Az értékeléseket összesítő Rotten Tomatoes weboldalán a 259 kritikus értékelésének 96%-a pozitív, átlagosan 8,6/10. A weboldal szerint: „Az okosan, szilárdan kidolgozott, családi drámában gyökerező tárgyalási filmként az Egy zuhanás anatómiája megtalálja a csúcsteljesítményt nyújtó sztárt, Sandra Hüllert és Justine Triet rendező/társ-forgatókönyvírót.” A Metacritic, amely súlyozott átlagot használ, 100-ból 86 pontot adott a filmnek, 44 kritikus szavazata alapján, ami "egyetemes elismerést" jelez. Az AlloCiné 40 francia értékelés alapján 4,4/5-ös átlagos értékelést adott a filmre.
A kritikusok mind a rendező Triet, mind a főszereplő Hüller teljesítményéről elismeréssel nyilatkoztak. Az alkotást a Le Figaro Triet karrierjének „legambiciózusabb és legsikerültebb filmjeként” jellemezte. Jon Frosch, a The Hollywood Reporter munkatársa ezt írta: „Egy rendező és színésznő csúcsformában. Sandra Hüller zseniális, szenzációs. Izgalmas előrelépés egy filmes számára, aki úgy tűnik, felkészült a nagyobb nemzetközi elismerésre.” A The Guardian kritikusa az öt csillagból négyet adott a filmre, és azt írta: „Sandra Hüller nyugodt közvetlensége színészként adja a film textúráját, tartalmát és érzelmi erejét.” Damon Wise, a Deadline Hollywood munkatársa ezt írta: „Sandra Hüller ragyog, végre elhozhatja [Cannes-ban] a legjobb női főszereplőnek járó díjat, amelyet 2016-ban kegyetlenül megtagadtak a sztártól, Sandra Hüllertől. Hüller képernyőmágnesességét nem lehet tagadni.” Candice Frederick, a HuffPost munkatársa ezt írta: "Az élénk visszaemlékezések és az aprólékos tárgyalótermi kihallgatások révén Triet mesterien irányítja figyelmünket a potenciális bűnüldözésről két tökéletlen ember és egy bonyolult házasság belső működésére. Ez teljesen lebilincselő." A Variety a filmet „elgondolkodtatónak”, „egyfajta fordított Holtodiglan-nak” tartja, és „minden rétegében szokatlanul érett filmnek nevezte, amely ívét tekintve ritkán kifejezett igazságokat fogalmaz meg a 21. századi kapcsolatokról.”
A filmkritikusok csalódottan vették tudomásul, hogy Sandra Hüller, aki ugyancsak nagyszerű alakítást nyújtott Jonathan Glazer Érdekvédelmi terület című drámájában, a cannes-i fesztiválon nem kaphatta meg a Legjobb női alakításért járó díjat. A rendezvény alapszabálya ugyanis kizárja, hogy az Arany Pálmát és a Nagydíjat elnyert filmek más díjat is kaphassanak; márpedig az Arany Pálmás Egy zuhanás anatómiája mellett Glazer alkotása kapta a Nagydíjat.
Az Egy zuhanás anatómiája a harmadik helyen végzett a Cahiers du Cinéma 2023 legjobb 10 filmje listáján.

### Box office
A filmet 2023. augusztus 23-án mutatták be Franciaország 379 filmszínházában, ahol a jegyeladások tekintetében a második helyen debütált (262 698 jegy), több mint 2 millió dollár bevétellel; ezzel a Barbie mögött végzett (288 185 jegy), megelőzve az Oppenheimert (231 550 jegy). Franciaországban az Arany Pálmás filmek közül Triet alkotása a legerősebb nyitóhetet produkálta a 2008-as Az osztály óta, amelyre akkor 358 000 jegyet adtak el. A második hétvégén a film csupán 22 %-kal kevesebb nézőt vonzott, megőrizte második helyét (ezúttal a A védelmező 3. mögött), a harmadik hétvégéjén a jegypénztárak első helyére került 191 392 belépővel, s csak a negyedik héttől kezdett a nézőszám hátrébb szorulni.
2024. február 14-én az Egy zuhanás anatómiája 4,6 millió dollár bevételt hozott az Egyesült Államokban és Kanadában, és 23,2 millió dollárt más területeken, ami világszerte összesen 27,8 millió dollárt jelent.
Magyarországon az újonnan bemutatott filmek között a nyitóhétvégén a film a második helyen végzett a Semmelweis mögött, 15 212 dollár bevételt produkálva. 11 hét után az összbevétel 110 121 dollárra emelkedett.

## Állásfoglalás a cannes-i fesztiválon

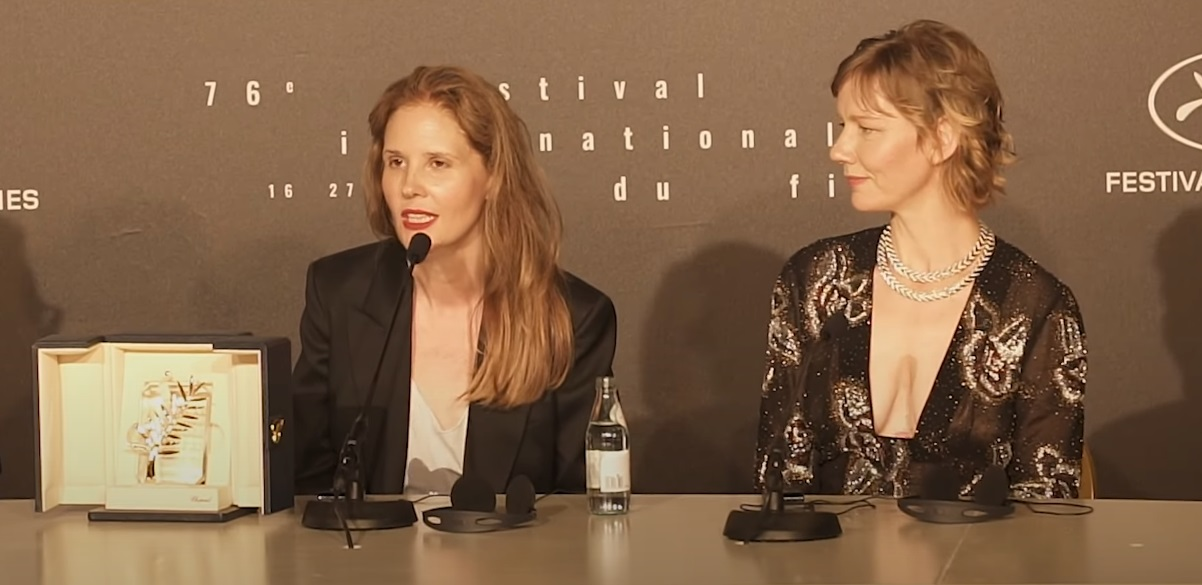
Justine Triet és Sandra Hüller a 2023-as cannes-i fesztivál záróünnepsége után.

A 2023-as cannes-i fesztivál díjátadóján, az Arany Pálma átvételekor Justine Triet rendező kritikus beszédet tartott a francia kormány kultúrpolitikájának alakulásáról, valamint arról, hogyan viselkedett a kormány a 2023-ban megkezdett franciaországi nyugdíjreform ellen fellépő társadalmi mozgalommal szemben. Justine Triet beszédjét élénken bírálták Emmanuel Macron hívei, illetve számos jobboldali aktivista és politikus, közöttük Rima Abdul Malak kulturális miniszter, aki úgy nyilatkozott, hogy „megdöbbent az igazságtalan beszéden”. Emmanuel Macron nem gratulált a rendezőnek a cannes-i Arany Pálmához. Ugyanakkor számos személyiség a politika, a film és az irodalom világából támogatásáról biztosította a rendezőnőt, és megvédték azokkal a személyes támadásokkal szemben, amelyek a médiában és a közösségi hálókon érték.
A Variety szerint a politika és a film világában több francia bennfentes azt állította, hogy Justine Triet-t „megbüntették” a francia kormány bírálatáért, amikor a Nemzeti Film- és Animált Kép Központ (CNC) 4:3 arányban úgy döntött, hogy nem Triet alkoását, hanem Trần Anh Hùng A szenvedély íze című filmjét küldik Hollywoodba, hogy képviselje Franciaországot a legjobb nemzetközi játékfilm kategóriában a 96. Oscar-gálán. Más bennfentesek szerint a döntésben az játszott közre, hogy az Egy zuhanás anatómiája sok angol nyelvű párbeszédet tartalmaz, és csak 59 %-ban franciát, míg A szenvedély íze 100 %-ban francia nyelvű. Az Egy zuhanás anatómiája végül öt kategóriában kapott Oscar-jelölést, köztük a legjobb filmére, míg A szenvedély íze nem került a jelöltek közé.

## Fontosabb díjak, elismerések
| Díj / Fesztivál                            | Időpont       | Kategória                               | Díjazott(ak)                                                      | Eredmény | Megj.             |
| ------------------------------------------ | ------------- | --------------------------------------- | ----------------------------------------------------------------- | -------- | ----------------- |
| 76 cannes-i fesztivál                      | 2023. 05. 27. | Arany Pálma                             | Justine Triet                                                     | Elnyerte | [ * 1 ]           |
| 76 cannes-i fesztivál                      | 2023. 05. 26. | Queer Pálma                             | Justine Triet                                                     | Jelölve  | [ * 2 ]           |
| 76 cannes-i fesztivál                      | 2023. 05. 26. | Kutya Pálma                             | Messi                                                             | Elnyerte | [ * 3 ]           |
| Brüsszeli Nemzetközi Filmfesztivál         | 2023. 07. 05. | Nagydíj – Nemzetközi Verseny            | Justine Triet                                                     | Jelölve  | [ * 4 ]           |
| Brüsszeli Nemzetközi Filmfesztivál         | 2023. 07. 05. | A Nemzetközi Verseny közönségdíja       | Justine Triet                                                     | Elnyerte | [ * 5 ]           |
| Locarnói Nemzetközi Filmfesztivál          | 2023. 08. 12. | UBS közönségdíj                         | Justine Triet                                                     | Jelölve  | [ * 6 ] [ * 7 ]   |
| Kölni Filmfesztivál                        | 2023. 10. 26. | Kölni Filmdíj                           | Justine Triet                                                     | Elnyerte | [ * 8 ]           |
| Gotham Független Filmdíj                   | 2023. 11. 27. | Legjobb forgatókönyv                    | Arthur Harari és Justine Triet                                    | Elnyerte | [ * 9 ]           |
| Gotham Független Filmdíj                   | 2023. 11. 27. | Legjobb nemzetközi film                 | Egy zuhanás anatómiája                                            | Elnyerte | [ * 9 ]           |
| New York-i Filmkririkusok Köre             | 2023. 11. 30. | Legjobb idegen nyelvű film              | Egy zuhanás anatómiája                                            | Elnyerte | [ * 10 ]          |
| Brit Független Filmdíj                     | 2023. 12. 03. | Legjobb nemzetközi független film       | Justine Triet, Arthur Harari, Marie-Ange Luciani, és David Thion  | Elnyerte | [ * 11 ]          |
| National Board of Review                   | 2023. 12. 06. | Legjobb idegen nyelvű film              | Egy zuhanás anatómiája                                            | Elnyerte | [ * 12 ]          |
| Louis Delluc-díj                           | 2023. 12. 06. | Legjobb film                            | Justine Triet                                                     | Jelölve  | [ * 13 ]          |
| Európai Filmdíj                            | 2023. 12. 09. | Legjobb vágó                            | Laurent Sénéchal                                                  | Elnyerte | [ * 14 ]          |
| Európai Filmdíj                            | 2023. 12. 09. | Legjobb film                            | Egy zuhanás anatómiája                                            | Elnyerte | [ * 15 ] [ * 16 ] |
| Európai Filmdíj                            | 2023. 12. 09. | Legjobb rendező                         | Justine Triet                                                     | Elnyerte | [ * 15 ] [ * 16 ] |
| Európai Filmdíj                            | 2023. 12. 09. | Legjobb forgatókönyvíró                 | Justine Triet és Arthur Harari                                    | Elnyerte | [ * 15 ] [ * 16 ] |
| Európai Filmdíj                            | 2023. 12. 09. | Legjobb színésznő                       | Sandra Hüller                                                     | Elnyerte | [ * 15 ] [ * 16 ] |
| Európai Filmdíj                            | 2023. 12. 09. | Európai Egyetemi Filmdíj                | Egy zuhanás anatómiája                                            | Elnyerte | [ * 17 ]          |
| Bostoni Filmkritikusok Társasága           | 2023. 12. 10. | Legjobb színésznő                       | Sandra Hüller                                                     | 2. hely  | [ * 18 ]          |
| Los Angelesi Filmkritikusok Szövetsége     | 2023. 12. 10. | Legjobb teljesítmény főszerepben        | Sandra Hüller                                                     | Elnyerte | [ * 19 ]          |
| Los Angelesi Filmkritikusok Szövetsége     | 2023. 12. 10. | Legjobb vágás                           | Laurent Sénéchal                                                  | Elnyerte | [ * 19 ]          |
| Los Angelesi Filmkritikusok Szövetsége     | 2023. 12. 10. | Legjobb idegen nyelvű film              | Egy zuhanás anatómiája                                            | Elnyerte | [ * 19 ]          |
| IndieWire kritikusainak szavazása          | 2023. 12. 11. | Legjobb film                            | Egy zuhanás anatómiája                                            | 7. hely  | [ * 20 ]          |
| IndieWire kritikusainak szavazása          | 2023. 12. 11. | Legjobb rendező                         | Justine Triet                                                     | 9. hely  | [ * 20 ]          |
| IndieWire kritikusainak szavazása          | 2023. 12. 11. | Legjobb alakítás                        | Sandra Hüller                                                     | 3. hely  | [ * 20 ]          |
| IndieWire kritikusainak szavazása          | 2023. 12. 11. | Legjobb forgatókönyv                    | Justin Triet és Arthur Harari                                     | 3. hely  | [ * 20 ]          |
| IndieWire kritikusainak szavazása          | 2023. 12. 11. | Legjobb nemzetközi film                 | Egy zuhanás anatómiája                                            | Elnyerte | [ * 20 ]          |
| Chicagoi Filmkritikusok Szövetségének díja | 2023. 12. 12. | Legjobb idegen nyelvű film              | Egy zuhanás anatómiája                                            | Jelölve  | [ * 21 ]          |
| Chicagoi Filmkritikusok Szövetségének díja | 2023. 12. 12. | Legjobb színésznő                       | Sandra Hüller                                                     | Jelölve  | [ * 21 ]          |
| Chicagoi Filmkritikusok Szövetségének díja | 2023. 12. 12. | Legjobb eredeti forgatókönyv            | Justine Triet és Arthur Harari                                    | Jelölve  | [ * 21 ]          |
| Chicagoi Filmkritikusok Szövetségének díja | 2023. 12. 12. | Legígéretesebb alakítás                 | Milo Machado-Graner                                               | Jelölve  | [ * 21 ]          |
| New Yorki Filmkritikusok online díja       | 2023. 12. 15. | Top 10 Film                             | Egy zuhanás anatómiája                                            | Elnyerte | [ * 22 ]          |
| New Yorki Filmkritikusok online díja       | 2023. 12. 15. | Legjobb színésznő                       | Sandra Hüller                                                     | Elnyerte | [ * 22 ]          |
| New Yorki Filmkritikusok online díja       | 2023. 12. 15. | Legjobb forgatókönyv                    | Justine Triet és Arthur Harari                                    | Elnyerte | [ * 22 ]          |
| New Yorki Filmkritikusok online díja       | 2023. 12. 15. | Legjobb nemzetközi játékfilm            | Egy zuhanás anatómiája                                            | Elnyerte | [ * 22 ]          |
| Floridai Filmkritikusok Körének díja       | 2023. 12. 21. | Legjobb színésznő                       | Sandra Hüller                                                     | 2. hely  | [ * 23 ]          |
| Floridai Filmkritikusok Körének díja       | 2023. 12. 21. | Legjobb idegen nyelvű film              | Egy zuhanás anatómiája                                            | Elnyerte | [ * 23 ]          |
| Floridai Filmkritikusok Körének díja       | 2023. 12. 21. | Legjobb eredeti forgatókönyv            | Justine Triet és Arthur Harari                                    | Jelölve  | [ * 24 ]          |
| 81. Golden Globe-gála                      | 2024. 01. 07. | Legjobb filmdráma                       | Marie-Ange Luciani és David Thion                                 | Jelölve  | [ * 25 ]          |
| 81. Golden Globe-gála                      | 2024. 01. 07. | Legjobb idegen nyelvű film              | Marie-Ange Luciani és David Thion                                 | Elnyerte | [ * 25 ]          |
| 81. Golden Globe-gála                      | 2024. 01. 07. | Legjobb forgatókönyv                    | Justine Triet és Arthur Harari                                    | Elnyerte | [ * 25 ]          |
| 81. Golden Globe-gála                      | 2024. 01. 07. | Legjobb női főszereplő – filmdráma      | Sandra Hüller                                                     | Jelölve  | [ * 25 ]          |
| Houstoni Filmkritikusok Társasága          | 2024. 01. 22. | Legjobb idegen nyelvű film              | Egy zuhanás anatómiája                                            | Jelölve  | [ * 26 ]          |
| Lumières-díj                               | 2024. 01. 22. | Legjobb film                            | Egy zuhanás anatómiája                                            | Elnyerte | [ * 27 ] [ * 28 ] |
| Lumières-díj                               | 2024. 01. 22. | Legjobb rendező                         | Justine Triet                                                     | Jelölve  | [ * 27 ] [ * 28 ] |
| Lumières-díj                               | 2024. 01. 22. | Legjobb színésznő                       | Sandra Hüller                                                     | Elnyerte | [ * 27 ] [ * 28 ] |
| Lumières-díj                               | 2024. 01. 22. | Legígéretesebb fiatal színész           | Milo Machado-Graner                                               | Jelölve  | [ * 27 ] [ * 28 ] |
| Lumières-díj                               | 2024. 01. 22. | Legjobb forgatókönyv                    | Justine Triet és Arthur Harari                                    | Elnyerte | [ * 27 ] [ * 28 ] |
| Lumières-díj                               | 2024. 01. 22. | Legjobb operatőr                        | Simon Beaufils                                                    | Jelölve  | [ * 27 ] [ * 28 ] |
| Londoni Filmkritikusok Köre                | 2024. 01. 04. | Az év filmje                            | Egy zuhanás anatómiája                                            | Jelölve  | [ * 29 ]          |
| Londoni Filmkritikusok Köre                | 2024. 01. 04. | Az év idegen nyelvű filmje              | Egy zuhanás anatómiája                                            | Jelölve  | [ * 29 ]          |
| Londoni Filmkritikusok Köre                | 2024. 01. 04. | Az év színésznője                       | Sandra Hüller                                                     | Jelölve  | [ * 29 ]          |
| Londoni Filmkritikusok Köre                | 2024. 01. 04. | Az év forgatókönyvírója                 | Justine Triet és Arthur Harari                                    | Elnyerte | [ * 30 ]          |
| Párizsi Filmkritikusok Szövetségének díja  | 2024. 02. 04. | Legjobb film                            | Justine Triet                                                     | Elnyerte | [ * 31 ]          |
| Párizsi Filmkritikusok Szövetségének díja  | 2024. 02. 04. | Legjobb rendező                         | Justine Triet                                                     | Elnyerte | [ * 31 ]          |
| Párizsi Filmkritikusok Szövetségének díja  | 2024. 02. 04. | Legjobb eredeti forgatókönyv            | Justine Triet és Arthur Harari                                    | Elnyerte | [ * 31 ]          |
| Párizsi Filmkritikusok Szövetségének díja  | 2024. 02. 04. | Legjobb színésznő                       | Sandra Hüller                                                     | Elnyerte | [ * 31 ]          |
| Párizsi Filmkritikusok Szövetségének díja  | 2024. 02. 04. | Legjobb vágás                           | Laurent Sénéchal                                                  | Elnyerte | [ * 31 ]          |
| Párizsi Filmkritikusok Szövetségének díja  | 2024. 02. 04. | Legígéretesebb fiatal színész           | Milo Machado-Graner                                               | Jelölve  | [ * 32 ]          |
| Párizsi Filmkritikusok Szövetségének díja  | 2024. 02. 04. | Legjobb operatőr                        | Simon Beaufils                                                    | Jelölve  | [ * 32 ]          |
| Goya-díj                                   | 2024. 02. 10. | Legjobb európai film                    | Egy zuhanás anatómiája                                            | Elnyerte | [ * 33 ]          |
| Vancouveri Filmkritikusok Köre             | 2024. 02. 12. | Legjobb film                            | Egy zuhanás anatómiája                                            | Elnyerte | [ * 34 ]          |
| Vancouveri Filmkritikusok Köre             | 2024. 02. 12. | Legjobb színésznő                       | Sandra Hüller                                                     | Elnyerte | [ * 34 ]          |
| Vancouveri Filmkritikusok Köre             | 2024. 02. 12. | Legjobb forgatókönyv                    | Justine Triet és Arthur Harari                                    | Jelölve  | [ * 35 ]          |
| Vancouveri Filmkritikusok Köre             | 2024. 02. 12. | Legjobb nem angol nyelvű nemzetközi díj | Egy zuhanás anatómiája                                            | Jelölve  | [ * 35 ]          |
| 77. BAFTA-gála                             | 2024. 02. 18. | Legjobb film                            | Marie-Ange Luciani és David Thion                                 | Jelölve  | [ * 36 ]          |
| 77. BAFTA-gála                             | 2024. 02. 18. | Legjobb nem angol nyelvű film           | Justine Triet, Marie-Ange Luciani és David Thion                  | Jelölve  | [ * 36 ]          |
| 77. BAFTA-gála                             | 2024. 02. 18. | Legjobb rendező                         | Justine Triet                                                     | Jelölve  | [ * 36 ]          |
| 77. BAFTA-gála                             | 2024. 02. 18. | Legjobb női főszereplő                  | Sandra Hüller                                                     | Jelölve  | [ * 36 ]          |
| 77. BAFTA-gála                             | 2024. 02. 18. | Legjobb eredeti forgatókönyv            | Justine Triet és Arthur Harari                                    | Elnyerte | [ * 36 ]          |
| 77. BAFTA-gála                             | 2024. 02. 18. | Legjobb szereposztás                    | Cynthia Arra                                                      | Jelölve  | [ * 36 ]          |
| 77. BAFTA-gála                             | 2024. 02. 18. | Legjobb vágás                           | Laurent Sénéchal                                                  | Jelölve  | [ * 36 ]          |
| 49. César-gála                             | 2024. 02. 12. | Daniel Toscan du Plantier-díj           | Marie-Ange Luciani                                                | Elnyerte | [ * 37 ]          |
| 49. César-gála                             | 2024. 02. 23. | Legjobb film                            | Justine Triet, Marie-Ange Luciani, David Thion                    | Elnyerte | [ * 38 ]          |
| 49. César-gála                             | 2024. 02. 23. | Legjobb rendező                         | Justine Triet                                                     | Elnyerte | [ * 38 ]          |
| 49. César-gála                             | 2024. 02. 23. | Legjobb színésznő                       | Sandra Hüller                                                     | Elnyerte | [ * 38 ]          |
| 49. César-gála                             | 2024. 02. 23. | Legjobb mellékszereplő színész          | Swann Arlaud                                                      | Elnyerte | [ * 38 ]          |
| 49. César-gála                             | 2024. 02. 23. | Legjobb mellékszereplő színész          | Antoine Reinartz                                                  | Jelölve  | [ * 38 ]          |
| 49. César-gála                             | 2024. 02. 23. | Legjobb férfi felfedezett               | Milo Machado-Graner                                               | Jelölve  | [ * 38 ]          |
| 49. César-gála                             | 2024. 02. 23. | Legjobb eredeti forgatókönyv            | Justine Triet és Arthur Harari                                    | Elnyerte | [ * 38 ]          |
| 49. César-gála                             | 2024. 02. 23. | Legjobb operatőr                        | Simon Beaufils                                                    | Jelölve  | [ * 38 ]          |
| 49. César-gála                             | 2024. 02. 23. | Legjobb vágás                           | Laurent Sénéchal                                                  | Elnyerte | [ * 38 ]          |
| 49. César-gála                             | 2024. 02. 23. | Legjobb hang                            | Julien Sicart, Fanny Martin, Jeanne Delplancq, és Olivier Goinard | Jelölve  | [ * 38 ]          |
| 49. César-gála                             | 2024. 02. 23. | Legjobb díszlet                         | Emmanuelle Duplay                                                 | Jelölve  | [ * 38 ]          |
| Amerikai Producerek Céhének díja           | 2024. 02. 25. | Mozifilm kiváló producere               | Egy zuhanás anatómiája                                            | Jelölve  | [ * 39 ]          |
| Független szellem díj                      | 2024. 02. 25. | Legjobb nemzetközi film                 | Egy zuhanás anatómiája                                            | Elnyerte | [ * 40 ]          |
| Satellite-díj                              | 2024. 03. 03. | Legjobb színésznő – dráma               | Sandra Hüller                                                     | Jelölve  | [ * 41 ]          |
| Satellite-díj                              | 2024. 03. 03. | Legjobb eredeti forgatókönyv            | Justine Triet és Arthur Harari                                    | Jelölve  | [ * 41 ]          |
| Satellite-díj                              | 2024. 03. 03. | Legjobb idegen nyelvű film              | Egy zuhanás anatómiája                                            | Jelölve  | [ * 41 ]          |
| 96. Oscar-gála                             | 2024. 03. 10. | Legjobb film                            | Marie-Ange Luciani és David Thion                                 | Jelölve  | [ * 42 ]          |
| 96. Oscar-gála                             | 2024. 03. 10. | Legjobb rendező                         | Justine Triet                                                     | Jelölve  | [ * 42 ]          |
| 96. Oscar-gála                             | 2024. 03. 10. | Legjobb női főszereplő                  | Sandra Hüller                                                     | Jelölve  | [ * 42 ]          |
| 96. Oscar-gála                             | 2024. 03. 10. | Legjobb eredeti forgatókönyv            | Justine Triet és Arthur Harari                                    | Elnyerte | [ * 42 ]          |
| 96. Oscar-gála                             | 2024. 03. 10. | Legjobb vágás                           | Laurent Sénéchal                                                  | Jelölve  | [ * 42 ]          |
| David di Donatello-díj                     | 2024. 05. 03. | Legjobb nemzetközi film                 | Justine Triet                                                     | Elnyerte | [ * 43 ]          |

## Fordítás
- Ez a szócikk részben vagy egészben  az   Anatomie d'une chute című francia Wikipédia-szócikk ezen változatának fordításán alapul.  Az eredeti cikk szerkesztőit annak laptörténete sorolja fel. Ez a jelzés csupán a megfogalmazás eredetét és a szerzői jogokat jelzi, nem szolgál a cikkben szereplő információk forrásmegjelöléseként.